# Inter insigniores
Inter insigniores ist der Titel einer Erklärung der Kongregation für die Glaubenslehre über die Frage der Zulassung von Frauen zum Priesteramt. Sie wurde am 15. Oktober 1976 mit der Approbation durch Papst Paul VI. veröffentlicht.

## Hintergrund
Im Jahr 1975 hatten die anglikanischen Gemeinschaften von England und Kanada die Ordination von Frauen zum Priesteramt ermöglicht. Papst Paul VI. sah sich veranlasst, in zwei Schreiben an den damaligen Erzbischof von Canterbury, Frederick Donald Coggan, die Haltung der römisch-katholischen Kirche darzulegen. Gleichzeitig hatte er die Glaubenskongregation beauftragt, eine Erklärung auszuarbeiten, in der die Gründe zusammengefasst wurden, die aus Sicht des kirchlichen Lehramts gegen die Zulassung von Frauen zur Priesterweihe sprechen.
Das Kernargument in dieser Erklärung lautet: „Christus hat keine Frau unter die Zahl der Zwölf berufen.“ Diese Handlungsweise sei nicht etwa in der Anpassung an die Gewohnheit seiner Zeit zu sehen, denn sein Verhalten gegenüber den Frauen unterscheide sich „in einzigartiger Weise von dem seiner Umwelt und stellt einen absichtlichen und mutigen Bruch mit ihr dar.“ Paul VI. führt hier mehrere Beispiele dieses einzigartigen Verhaltens Jesu an, etwa die Begegnung mit der samaritanischen Frau am Brunnen, mit der blutflüssigen Frau und mit der Sünderin im Hause des Simon. Auch habe Jesus sich vom Gesetz des Mose distanziert, „um die Gleichheit der Rechte und Pflichten von Mann und Frau hinsichtlich des Ehebandes zu bekräftigen“ (II Nr. 2). Nicht nur die Apostel, sondern auch Frauen begleiteten Jesus auf seinen Reisen. 
Die rein historische Exegese der biblischen Texte könne nicht ausreichen, um „den letzten Sinn der Sendung Jesu und den der Schrift zu verstehen“. Man müsse jedoch anerkennen, dass es hier eine Anzahl von konvergierenden Fakten gebe, die „die bemerkenswerte Tatsache unterstreichen, daß Jesus den Auftrag der Zwölf keinen Frauen anvertraut“ habe. Nicht einmal seiner Mutter sei das apostolische Amt gegeben worden. Die Apostel seien dem Verhalten Christi treu geblieben und wählten nach dem Tod des Judas Iskariot nicht etwa Maria, sondern einen bis dahin unerwähnten Jünger in das Zwölferkollegium, obwohl die Gottesmutter eine hervorragende Rolle in der Urgemeinde eingenommen habe.
Diese Verhaltensweise Jesu und der Apostel habe eine bleibende Bedeutung. Im Gegensatz zu disziplinarischen Praktiken „von geringer Bedeutung“ (wie etwa der den Frauen auferlegte Verpflichtung, einen Schleier zu tragen), sei das Verbot des Apostels Paulus an die Frauen, in der „offizielle Funktion, in der christlichen Versammlung zu lehren“ mit dem Schöpfungsplan verbunden und könne daher kaum als Ausdruck der kulturellen Verhältnisse jener Zeit angesehen werden. (II Nr. 4) Vor dem Hintergrund, dass Paulus an anderer Stelle in seinen Briefen nachdrücklich die Gleichheit von Mann und Frau als Kinder Gottes unterstrichen habe, bestehe kein Grund, „ihn unfreundlicher Vorurteile gegenüber den Frauen anzuklagen, wenn man das Vertrauen beachtet, das er ihnen entgegenbringt, und die Mitarbeit, die er von ihnen für seine apostolische Tätigkeit erbittet.“ (II Nr. 4)
Nach Lehre der römisch-katholischen Kirche und der orthodoxen Kirchen handeln Priester bei der Amtsausübung nicht in eigener Person, sondern in persona Christi und als sein Abbild. Wenn aber der Priester das Tun Christi in der Eucharistie vergegenwärtigen solle, bedürfe es, so die Kongregation, einer „natürlichen Ähnlichkeit“. In einer Frau könne man aber „schwerlich das Abbild Christi erblicken“. Gegen den Einwand, dass es in Christus keinen Unterschied zwischen Mann und Frau gebe (Gal 3,28 ), hält die Erklärung fest: Die Gleichheit bezieht sich auf die Berufung zur Gotteskindschaft; die Taufe begründet keinerlei Recht auf ein kirchliches Amt. Abschließend wird an das biblische Bild von dem einen Leib mit vielen Gliedern erinnert. Die unterschiedlichen Aufgaben „begünstigen keine Überlegenheit des einen über den anderen und bieten keinen Grund zur Eifersucht“. Die Erklärung der Glaubenskongregation schreibt der bis auf Christus zurückreichenden Praxis der Kirche, nur Männer zu Priestern zu weihen, normative Kraft zu.

## Ordinatio sacerdotalis
In seinem apostolischen Schreiben Ordinatio sacerdotalis über die nur Männern vorbehaltene Priesterweihe greift Papst Johannes Paul II. im Jahre 1994 Inter insigniores auf und schreibt: „[…] Papst Paul VI. war darauf bedacht, in Treue zu seinem Amt, die apostolische Überlieferung zu schützen und ebenso in der Absicht, ein neues Hindernis auf dem Weg zur Einheit der Christen zu vermeiden, den anglikanischen Brüdern in Erinnerung zu rufen, worin der Standpunkt der katholischen Kirche besteht: Sie hält daran fest, dass es aus prinzipiellen Gründen nicht zulässig ist, Frauen zur Priesterweihe zuzulassen. Zu diesen Gründen gehören: das in der Heiligen Schrift bezeugte Vorbild Christi, der nur Männer zu Aposteln wählte, die konstante Praxis der Kirche, die in der ausschließlichen Wahl von Männern Christus nachahmte, und ihr lebendiges Lehramt, das beharrlich daran festhält, dass der Ausschluss von Frauen vom Priesteramt in Übereinstimmung steht mit Gottes Plan für seine Kirche“. 
Die Lehre von Ordination sacerdotalis ist im Zuge der Diskussion um die Frauenordination hoch umstritten. Nicht nur Theologen und Frauenorganisationen lehnen sie ab, sondern mittlerweile über 80 % aller deutschen Bischöfe forderten auf dem Synodalen Weg 2022 ihre Überprüfung durch den Papst oder ein Konzil, weil sie "vom Volk Gottes in weiten Teilen nicht angenommen und nicht verstanden" wird.